# 細蟻亞科
細蟻亞科（Leptanillinae）隸屬於蟻科，可下分為Anomalomyrmini族及細蟻族（Leptanillini）。
細蟻族的物種中，蟻后從幼蟲前胸及第三腹節上特化的突起取食血淋巴，此行為類似俗名德古拉蟻（Dracula ants）的Adetomyrma屬，他們會穿刺幼蟲來取食血淋巴，但Adetomyrma屬和細蟻族沒有關聯。

Leptanilla swani 蟻后及工蟻

細蟻屬（Leptanilla）和Phaulomyrma屬體型微小、體色黃色、不具視力，且生活在土表下。

## 分佈
主要分佈於歐洲和澳洲的熱帶及溫帶地區。 

## 分類

### 全分类羣（包括异名）
- 奇细蚁族 Anomalomyrmini Bolton, 1990（已并入细蚁族 Leptanillini）
  - 奇细蚁属 Anomalomyrma（英语：Anomalomyrma） Taylor, 1990（已并入原细蚁属 Protanilla）
  - 叉细蚁属 Furcotanilla Xu, 2012（已并入原细蚁属 Protanilla）
- 細蟻族 Leptanillini Emery, 1910
  - 細蟻屬 Leptanilla Emery（英语：Carlo Emery）, 1870
  - Phaulomyrma（英语：Phaulomyrma） G.C. Wheeler & E.W. Wheeler, 1930（已并入细蚁属 Leptanilla）
  - 原細蟻屬 Protanilla Taylor, 1990
  - Yavnella Kugler, 1987（已并入细蚁属 Leptanilla）
- Opamyrmini Boudinot & Griebenow, 2024
  -  Opamyrma Yamane, Bui & Eguchi, 2008

### 淨分类羣（剔除异名）
- 細蟻族 Leptanillini Emery, 1910
  - 細蟻屬 Leptanilla Emery（英语：Carlo Emery）, 1870
  - 原細蟻屬 Protanilla Taylor, 1990
- Opamyrmini Boudinot & Griebenow, 2024
  -  Opamyrma Yamane, Bui & Eguchi, 2008